# Geoff Hurst
Sir Geoffrey Charles Hurst [ˈdʒɛfɹi], genannt Geoff Hurst [dʒɛf], (* 8. Dezember 1941 in Ashton-under-Lyne bei Manchester, Lancashire) ist ein ehemaliger englischer Fußballspieler. In die Geschichte seines Sports ging der Weltmeister von 1966 als Torschütze des sogenannten Wembley-Tors ein. In diesem Finale erzielte er zwei weitere Treffer und ist dadurch neben Kylian Mbappé, dem dies am 18. Dezember 2022 im WM-Finale gegen Argentinien ebenfalls gelang, der einzige Hattrick-Schütze eines Fußballweltmeisterschaftsfinales. Er ist der letzte noch lebende Spieler der englischen Endspielmannschaft von 1966.

## Laufbahn

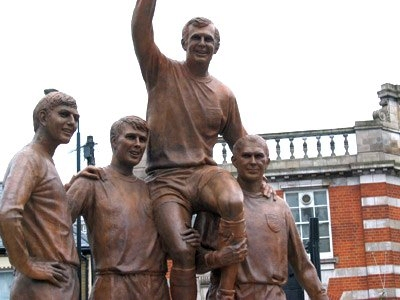
Die 4 Tonnen schwere Champions Statue in West Ham der drei bei West Ham United spielenden Weltmeister Moore, auf den Schultern von Hurst und Ray Wilson (Everton) sitzend, sowie Peters

In seiner aktiven Zeit spielte Geoff Hurst für West Ham United, Stoke City und West Bromwich Albion. Mit West Ham gewann er 1964 den FA Cup, wobei er ein Tor zum 3:2-Finalsieg gegen Preston North End beisteuerte. Im folgenden Jahr erreichte er mit West Ham das Finale des Europapokals der Pokalsieger, das gegen den TSV 1860 München mit 2:0 gewonnen wurde.
Sein erstes Länderspiel bestritt er am 23. Februar 1966 beim 1:0-Sieg im Freundschaftsspiel gegen Deutschland. Sein erstes Länderspieltor erzielte er in seinem zweiten Länderspiel am 2. April 1966: Beim 4:3-Sieg in Glasgow gegen Schottland im Rahmen der British Home Championship gelang ihm das 1:0. Durch diesen Sieg im letzten Spiel gewann England die Meisterschaft.
Insgesamt bestritt er 49 Länderspiele für England und erzielte 24 Tore. 1966 und 1970 nahm er für England an zwei Fußball-Weltmeisterschaften teil.
Der Höhepunkt seiner Karriere war der Gewinn der Fußball-Weltmeisterschaft 1966 mit der englischen Nationalmannschaft. In den Gruppenspielen wurde er aber noch nicht eingesetzt. Erst als sich Jimmy Greaves im letzten Gruppenspiel gegen Frankreich verletzte, kam Hurst zum Viertelfinale gegen Argentinien in die Mannschaft und erzielte den 1:0-Siegtreffer. Er behielt dann seinen Platz in der Mannschaft, obwohl Greaves, zu dem Zeitpunkt mit 43 Toren englischer Rekordtorschütze, zum Finale wieder einsatzfähig war. Hurst erzielte beim 4:2-Sieg im Finale gegen Deutschland drei Tore, darunter auch das umstrittene 3:2. Dieses Tor ging in die Sportgeschichte als das sogenannte Wembley-Tor ein. Hurst vertrat immer die Auffassung, dass es sich dabei um ein Tor gehandelt habe – nicht etwa, weil er das selbst so gesehen hatte, sondern weil sein Mannschaftskamerad Roger Hunt sofort zu jubeln begann. Er ist somit, neben dem Franzosen Kylian Mbappe, einer von zwei Spielern der in einem WM-Finale drei Tore erzielen konnte. Mit seinen insgesamt vier Toren war er zusammen mit drei anderen Spielern, darunter Franz Beckenbauer, drittbester Torschütze des Turniers.
1968 nahm er mit England erstmals an der Europameisterschaftsendrunde teil, kam aber nur im Spiel um Platz 3 gegen die Sowjetunion zum Einsatz, wobei er ein Tor zum 2:0-Sieg beisteuerte.
Bei der WM 1970 kam er in zwei Gruppenspielen und dem Viertelfinale gegen Deutschland zum Einsatz. Dabei erzielte er im ersten Spiel gegen Rumänien den 1:0-Siegtreffer und damit sein fünftes WM-Tor. Damit ist er nach Gary Lineker (10 Tore) und Harry Kane (6 Tore) drittbester WM-Torschütze der Engländer.
Sein letztes Länderspiel bestritt er am 29. April 1972 bei der 1:3-Heimniederlage im Viertelfinale der EM 1972 gegen Deutschland, wobei er als einziger Spieler der Partie nach einer Stunde beim Stand von 0:1 ausgewechselt wurde.
Von 1979 bis 1981 war er Trainer des FC Chelsea und arbeitete danach in der Versicherungsbranche. 2002 ging Hurst in Rente. Er hält seitdem Vorträge und engagiert sich für ein Wohltätigkeitsprojekt.

## Privates
Hurst lebt mit seiner Frau Judith, die er 1960 kennenlernte und 1964 heiratete, in Weybridge. Das Paar hat drei Töchter, von denen die älteste 2010 an einem Hirntumor verstarb.
Im Jahr 1998 wurde er von Königin Elisabeth II. geadelt.

## Erfolge
- Weltmeister: 1966
- Europapokalsieger der Pokalsieger: 1965
- FA-Cup-Sieger: 1964
- Charity-Shield-Sieger: 1964 (geteilt)